# Kuçi (Stamm)

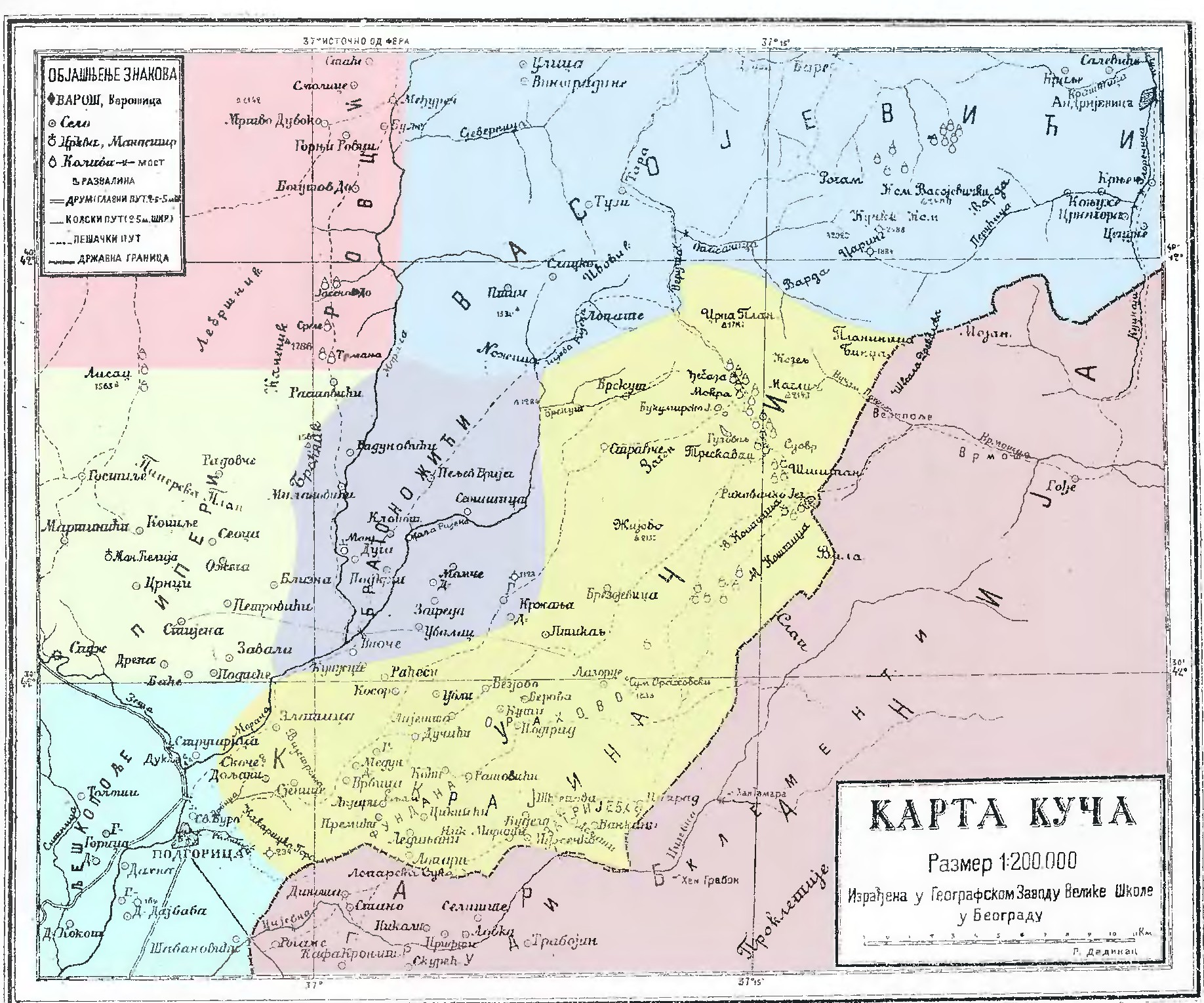
„Gebiet“ der Kuçi (gelb)

Die Kuçi (albanisch auch Kuqi; montenegrinisch und serbisch Кучи Kuči oder Кући Kući) sind ein dem Berisha gehörender Familienverband (Stamm) im Norden Albaniens, die ursprünglich allesamt Albaner waren.
Das ursprüngliche Siedlungsgebiet der Kuçi befand sich im heutigen Grenzgebiet zwischen Albanien und Montenegro (siehe Karte).
Die Nachkommen der Kuçi haben sich mit der Zeit und aufgrund verschiedener Faktoren jedoch stellenweise slawisiert, womit es heute bei Albanern, Montenegrinern und Serben Nachkommen der Kuçi gibt.

## Namensträger
- Marko Miljanov (1833–1901), montenegrinischer General und Dichter
- Hajredin Kuçi (* 1971), kosovarischer Politiker